# Anagrina
Anagrina là một chi nhện trong họ Gnaphosidae.